# Метимирци
Метѝмирци (на македонска литературна норма: Метимирци) е историческо село в Северна Македония, на територията на община Демир Хисар.

## География
Метимирци е било разположено в Демир Хисар, на десния бряг на река Църна срещу село Света, в обраслата с лескова гора местност, наричана Леска, Широка Леска, Тумбица или Тумба Бакре.

## История
Населението на селото се преселва в Света, Кутретино и други близки села.